# West-Geesteren
West-Geesteren is een buurtschap in de gemeente Tubbergen in de Nederlandse provincie Overijssel. Het ligt in het westen van de gemeente, 3 kilometer ten noordwesten van de dorpskern van Geesteren (Overijssel).
Hoofdplaats: Tubbergen     
Dorpen: Albergen · Fleringen · Geesteren · Harbrinkhoek · Langeveen · Manderveen · Mariaparochie (deels) · Reutum · Vasse

Buurtschappen: Hezingen · Haarle · Klossehoek · Mander · West-Geesteren 

Overijssel · Steden en dorpen in Overijssel      Nederland · Provincies · Gemeenten